# Indigofera swaziensis
Indigofera swaziensis är en ärtväxtart som beskrevs av Harry Bolus. Indigofera swaziensis ingår i släktet indigosläktet, och familjen ärtväxter.

## Underarter
Arten delas in i följande underarter:
- I. s. perplexa
- I. s. swaziensis